# Lester Bowie
William Lester Bowie (Frederick, 11 oktober 1941 - Brooklyn, 8 november 1999) was een Amerikaanse jazztrompettist, orkestleider en componist.

## Biografie

### De jaren 1950 en 1960
Bowie groeide op als deel van de Bowie-clans in Little Rock en St. Louis, waar hij vroeg kornet en trompet leerde spelen en waar hij speelde in schoolbands. Zijn vader was trompettist en leidde een huisband, zijn broer Byron was saxofonist en broer Joe speelde trombone. Zijn eerste eigen band heette Continentals (1954). Er volgden eerste optredens als begeleidingsmuzikant van doowop-groepen. Bowie studeerde aan de Lincoln University in St. Louis en aan de North Texas State University in Dallas. Daar speelde hij o.a. met James Clay, Billy Harper en David Newman, maar trad echter tijdens deze fase vooral op met Oliver Lake, Joe Tex en Jimmy Forrest. Tijdens de vervulling van zijn militaire dienstplicht bij de United States Air Force in Texas (1958-1960) trad hij op in nachtclubs en speelde hij in leger- en rhythm-and-blues-bands, o.a. met zijn latere echtgenote, de zangeres Fontella Bass, die bandzangeres was bij Oliver Sein.
Begin jaren 1960 behoorde hij bij verschillende r&b-bands, die concerteerden in het zuiden en midwesten van de Verenigde Staten, zoals Little Milton en Albert King. Hij toerde tijdens deze periode ook met circusbands en werkte in 1964/1965 als studiomuzikant mee bij r&b-opnamen voor Chess Records. Rond 1964 keerde hij terug naar St. Louis en leidde hij samen met de drummer Phillip Wilson een hardbop-formatie. In 1966 verhuisde hij naar Chicago en behoorde hij tot de mede-oprichters van de AACM, een Afro-Amerikaanse muziekvereniging, waarvan hij tweede voorzitter werd. Bowie werkte ook mee bij de oprichting van de Black Artists Group en het Great Black Music Orchestra in St. Louis. Bovendien speelde hij in 1979 in New York in het daaruit voortgekomen Human Arts Ensemble.
In Chicago behoorde Bowie eerst bij de band van Roscoe Mitchell en werkte hij ook mee bij diens debuutalbum voor Delmark Records. Met Mitchell, Joseph Jarman en Malachi Favors formeerde hij eind jaren 1960 een van de toonaangevende freejazz-ensembles, het Art Ensemble of Chicago, waarmee hij talrijke platen uitbracht en regelmatig op tournee ging, o.a. in 1969 voor de eerste keer naar Europa. Bovendien werkte hij tijdens deze periode mee aan opnamen van o.a. Archie Shepp (Blasé), Sunny Murray, Jimmy Lyons en Cecil Taylor. In 1969 beleefde zijn uitgebreide compositie Gettin' to Know Y' All, opgevoerd door het 50-koppige Baden-Baden Free Jazz Orchestra, première, in 1970 een hernieuwde presentatie tijdens het Frankfurter Jazz Festival.

### De jaren 1970 en 1980
Tijdens de jaren 1970 was hij bovendien actief met eigen projecten, zoals Serious Fun en werkte hij ook mee bij enkele jazzrock-opnamen. In 1974 ging hij op tournee in Senegal en speelde daar met plaatselijke drummers. Eind decennium speelde hij samen met John Abercrombie en Eddie Gomez in de formatie New Directions van de drummer Jack DeJohnette en in 1977 met David Murray, het Luther Thomas Creative Ensemble en in 1978 met Wadada Leo Smith (Divine Love). In 1979 trad hij op in het 59-koppige Sho Nuff Orchestra in New York, waarmee echter geen opnamen zijn ontstaan.
Begin jaren 1980 experimenteerde Bowie met zijn bandproject From Roots to the Source, dat een brug sloeg van Afrika via gospelsongs tot de eigentijdse jazz.
Tijdens de jaren 1980 kwam het na experimenten met blazersensembles tussen 5 en 59 personen tot de formatie van de populaire Brass Fantasy, de artistiek leidende onder de toentertijd opkomende nieuwe jazzbrassbands. Bovendien speelde hij in 1983 in het New Yorkse Hot Trumpet Repertory Orchestra met Wynton Marsalis en Ray Copeland. Samen met Arthur Blythe, Chico Freeman en Don Moye behoorde hij in 1986 tot de All-Star-formatie The Leaders.

### De jaren 1990
In 1990 nam hij met zijn bigband Brass Fantasy het album My Way op, dat verscheen bij DIW. In 1992 volgde het album The Fire This Time, dat als zijn wel succesvolste werk telt. De muziek van Brass Fantasy was verweven met de tradities van de Marchings Bands van de vroege New Orleans Jazz. Met Amina Claudine Myers organiseerde Bowie een orgelensemble en met zijn echtgenote Fontella Bass nam hij diverse platen op. In de New Yorkse Town Hall vierde een verder orkestwerk van Bowie première. Hij schreef de titelmuziek voor de Bob Crosby-show (1990) en nam begin jaren 1990 filmsoundtracks op met Philippe Sarde. Verder werkte hij met Malachi Thompson (1994) en James Carter (Conversin' with the Elders, 1995/96). Als studiomuzikant nam hij ook op met zijn naamgenoot David Bowie.
Een van zijn jongere broers is de trombonist Joseph Bowie, de oprichter van de punk-funk-jazzband Defunkt.

## Overlijden
Lester Bowie overleed in november 1999 op 58-jarige leeftijd aan de gevolgen van leverkanker.

## Discografie
- 1974-1982: Mirage (Muse Records) met Julius Hemphill, John Stubblefield, John Hicks, Cecil McBee, Charles Bobo Shaw, Don Moye
- 1978: The Fifth Power (Black Saint) met Arthur Blythe, Amina Claudine Myers, Malachi Favors, Phillip Wilson
- 1981: Urban Bushmen (ECM) met Art Ensemble of Chicago
- 1981: The Great Pretender (ECM) met Hamiet Bluiett, Fred Williams
- 1985: I Only Have Eyes for You (ECM) met de Brass Fantasy
- 1989: Serious Fun (DIW), met Stanton Davis, Steve Turré, Frank Lacy, Vincent Chancey, Bob Stewart, Vinnie Johnson, Don Moje, d. i. die Brass Fantasy
- 1991: The Organizer (DIW) me Steve Turré, James Carter, Amina Claudina Myers, Phillip Wilson, Don Moje
- 1992: The Fire This Time (In + Out Records)
- 1997: The Odyssey of Funk and Popular Music Vol. 1 (Birdology) met Joseph Bowie, Gary Valente, Bob Stewart
- 1997: When the Spirit Returns (Dreyfus)